# Broteochactas verneti
Espèce
Synonymes
- Taurepania verneti González Sponga, 1992

Broteochactas verneti est une espèce de scorpions de la famille des Chactidae.

## Distribution
Cette espèce est endémique du Bolívar au Venezuela. Elle se rencontre sur le tepuy Kukenan.

## Systématique et taxinomie
Cette espèce a été décrite sous le protonyme González Sponga par en 1992. Elle est placée dans le genre Broteochactas par Soleglad et Fet en 2003.

## Étymologie
Cette espèce est nommée en l'honneur de Pedro Vernet.

## Publication originale
- González Sponga, 1992 : Aracnidos de venezuela. Tres nuevas especies de la familia Chactidae (Escorpiones). Memoria de la Sociedad de Ciencias Naturales La Salle, vol. 52, no 138, p. 133-161.